# Li Jingliang
Li Jingliang (xinès: 李景亮; Tacheng, 20 de març de 1988) és un artista marcial mixt xinés que competeix en la divisió de pes wèlter de l'Ultimate Fighting Championship. Des del 27 de juny de 2022 és el número 14 en la classificació de pes wèlter de la UFC.

## Primers anys
Originari d'un xicotet poble a prop de Tacheng, a la província de Xinjiang, a la Xina del Nord-oest, va competir en lluita xinesa i es va entrenar en Sanda abans de traslladar-se a Pequín el 2008 per tal de fer una carrera en les arts marcials mixtes professionals. Va començar a entrenar baix la tutela de l'ex pes lleuger de la UFC Zhang Tiequan.

## Carrera en les arts marcials mixtes

### Inicis
Va fer el seu debut com a professional en 2007, guanyant per submissió a causa de les punyades en el segon assalt. Passaria a compilar un rècord de 8-2, guanyant el Campionat de pes Wèlter de Legend FC en el procés, abans d'alliberar la seua fitxa i unir-se a la UFC.

### Ultimate Fighting Championship
Va debutar en la UFC contra David Michaud el 24 de maig de 2014 en UFC 173. Va guanyar el combat per decisió dividida.
Es va enfrontar a Nordine Taleb el 4 d'octubre de 2014 en UFC Fight Night: MacDonald vs. Saffiedine. Va perdre el combat per decisió dividida.
S'esperava que s'enfrontara a Roger Zapata el 16 de maig de 2015 en UFC Fight Night: Edgar vs. Faber. No obstant això, el 18 d'abril, es va anunciar que Zapata va ser retirat del combat a causa de raons no revelades i va ser substituït per Dhiego Lima. Va guanyar el combat per KO en el primer assalt.
S'esperava que s'enfrontara a Kiichi Kunimoto el 27 de setembre de 2015 en la UFC Fight Night: Barnett vs. Nelson. No obstant això, Kunimoto es va retirar del combat a finals d'agost al·legant una lesió i va ser substituït per Keita Nakamura. Va perdre el combat per submissió tècnica en el tercer assalt.
Es va enfrontar a Anton Zafir el 8 de juliol de 2016 en The Ultimate Fighter 23 Finale. Va guanyar el combat per KO en el primer assalt.
S'esperava que s'enfrontara a Chad Laprise el 10 de desembre de 2016 en UFC 206. No obstant això, Laprise es va retirar del combat el 16 de novembre al·legant una lesió no revelada. Com a resultat, va ser retirat de la cartellera per complet i reprogramat per a un esdeveniment futur.
S'esperava que s'enfrontara a Yancy Medeiros el 28 de gener de 2017 en UFC on Fox: Shevchenko vs. Peña. No obstant això, a principis de gener, Medeiros es va retirar per raons no revelades i va ser substituït per Bobby Nash. Va guanyar el combat per KO en el segon assalt.
Es va enfrontar a Frank Camacho el 17 de juny de 2017 en UFC Fight Night: Holm vs. Correia. Va guanyar el combat per decisió unànime. Aquest combat li va valer el premi a la Baralla de la Nit.
Es va enfrontar a Zak Ottow el 25 de novembre de 2017 en UFC Fight Night: Bisping vs. Gastelum. Va guanyar el combat per TKO en el primer assalt. la victòria li va valer el premi a l'Actuació de la Nit.
Es va enfrontar a Jake Matthews l'11 de febrer de 2018 en UFC 221. Va perdre el combat per decisió unànime i va rebre crítiques pel seu colp en l'ull de Matthews. El combat li va valer el premi a la Baralla de la Nit.
Es va enfrontar a Daichi Abe el 23 de juny de 2018 en UFC Fight Night: Cowboy vs. Edwards. Va guanyar el combat per decisió unànime.
S'esperava que s'enfrontara a Elizeu Zaleski dos Santos el 24 de novembre de 2018 en UFC Fight Night: Blaydes vs. Ngannou 2. No obstant això, el 27 d'octubre de 2018, es va informar que Zaleski es va retirar del combat a causa d'un trencament parcial de lligaments en el seu genoll dret, i va ser substituït per David Zawada. Va guanyar el combat per TKO en el tercer assalt.
S'esperava que s'enfrontara a Alex Oliveira el 27 d'abril de 2019 en UFC on ESPN: Ngannou vs. dos Santos. No obstant això, el 24 de març de 2019, es va informar que Li es retirava del combat per lesió.
Es va enfrontar a Elizeu Zaleski dos Santos el 31 d'agost de 2019 en UFC Fight Night: Andrade vs. Zhang. Va guanyar el combat per TKO en el tercer assalt. La victòria li va valer el premi a l'Actuació de la Nit.
Es va enfrontar a Neil Magny el 7 de març de 2020 en UFC 248. Va perdre el combat per decisió unànime.
S'esperava que s'enfrontara a Dwight Grant el 12 de desembre de 2020 en UFC 256. No obstant això, el 8 de desembre de 2020 Grant va donar positiu per COVID-19 durant la setmana del combat i va haver de retirar-se. No es va poder trobar un oponent per a Li, per la qual cosa va ser eliminat de la cartellera.
Es va enfrontar a Santiago Ponzinibbio, en substitució de Muslim Salikhov el 16 de gener de 2021 en UFC on ABC: Holloway vs. Kattar. Va guanyar el combat per KO en el primer assalt. La victòria li va valer el premi a l'Actuació de la Nit.
Es va enfrontar a Khamzat Chimaev el 30 d'octubre de 2021 en UFC 267. Va perdre el combat per submissió en el primer assalt.
Es va enfrontar a Muslim Salikhov el 16 de juliol de 2022 en UFC on ABC: Ortega vs. Rodríguez. Va guanyar el combat per TKO en el segon assalt. La victòria li va valer el premi a l'Actuació de la Nit.
S'esperava que s'enfrontara a Tony Ferguson el 10 de setembre de 2022 en UFC 279. No obstant això, pel fet que Khamzat Chimaev no va donar el pes, es va enfrontar a Daniel Rodriguez, que originalment estava programat per a enfrontar-se a Kevin Holland en un combat de pes acordat. Va perdre el combat per decisió dividida.

## Vida personal
Ell i la seua esposa tenen una filla (nascuda en 2015) i un fill (nascut en 2020).

## Campionats i assoliments

### Arts marcials mixtes
- Legend Fighting Championship
  - Campionat de pes Wèlter de Legend FC (una vegada)
- Ultimate Fighting Championship
  - Baralla de la Nit (dos vegades) vs Frank Camacho i Jake Matthews[24][62]
  - Actuació de la Nit (cinc vegades) vs. Zak Ottow, David Zawada, Elizeu Zaleski dos Santos, Santiago Ponzinibbio i Muslim Salikhov[27][38][51][56]
  - Empatat (Thiago Alves i Vicente Luque) amb el segon major número de KO en la història de la divisió de pes wélter de la UFC (8)

### Jiu-jitsu brasiler
- Torneig Obert de Jiu-Jitsu de la Xina
  - 2013 1r lloc - Absolut (Cinturó Porpra)[63]
  - 2013 1r lloc - 92 kg (cinturó porpra)